# حسین دادگر (دادستان)
حسین دادگر معاون قضایی دیوانعالی کشور و دادستان اسبق تهران است.

## فعالیتها در سمت‌های قضایی
دادگر پیش از ورود به دادگستری، چند سال در آموزش و پرورش فعالیت داشته و از سال ۱۳۳۹وارد دستگاه قضایی شد. فعالیتهای خود را در دادگستری از سنندج شروع کرده و سپس به دادرسی همدان و بعد معاون اول دادستان همدان می‌شود. سمت‌های بعدی او بازپرس کرمانشاه، رئیس دادگاه شهرستان همدان، رئیس دادگستری قصر شیرین و دادیار دادسرای دیوان کیفر کارکنان دولت در تهران بوده و تا مقام بازپرس در دادسرای دیوان کیفر کارکنان دولت ارتقا می‌یابد. او در سال ۱۳۵۹ به دستور سید محمد  بهشتی  به سمت دادستان عمومی تهران منصوب شده و ۴ سال در این سمت فعالیت می‌کند سپس به عنوان مشاور شورای عالی قضایی فعالیت کرد.
پس از به رهبری رسیدن علی خامنه ای او در اولین احکام خود محمدجعفر منتظری و حسین دادگر و کاظم صدیقی برای بازرسی در قوّهٔ قضاییه منصوب کردو در این زمان دادگر در دوره رایاست محمد یزدی بر قوه قضائیه به عنوان مسئول مشاوران ریاست قوه قضائیه و مشاور دادستانی کل کشور فعالیت خود را ادامه داد. وی در حال حاضر معاون قضایی دیوانعالی کشور می‌باشد.

## اعتراضات به شکنجه در زندان وتظاهرات ۱۴ اسفند ۱۳۵۹
پس از اغتشاش در برنامه سخنرانی  ابوالحسن بنی صدر رییس جمهوری وقت و برخورد مردم با خاطیان و همچنین موضوعات مختلف اعلام شده در خصوص شکنجه در پی دیدار رییس وقت قوه قضائیه با روح الله خمینی  هیئت تحقیق  به شمول :  محمد منتظری از جانب رهبر ، علی محمد بشارتی جهرمی از جانب مجلس ، گودرز افتخار جهرمی از سوی شورای نگهبان و حسین دادگر دادستان تهران از سوی شورای عالی قضایی تشکیل می شود در نهایت این هیئت اعلام می کند:
 

« نظام حاکم بر بازجویی ها و بازپرسی و دادگاه ها و زندان های ما ، به هیچ وجه مبتنی بر شکنجه نیست و اگر موارد معدودی دیده شده به طور استثنایی و از سوی افراد غیر مسئول بوده است . اتهام وارده به روش بازجویی و بازپرسی از طرف یکی از مقامات کشور به هیچوجه صحیح نیست .» 
و حسین دادگر  به عنوان عضو شورا و  دادستان عمومی تهران نیز در خاتمه تحقیقات اظهار داشت :
 زندانیان پیش از هر چیز از بلاتکلیفی و یا در انتظار عفو بودن خودشان می گفتند و این که اصلاً شکنجه وجود ندارد و چرا این سؤال را می کنید 